# 四狮桥

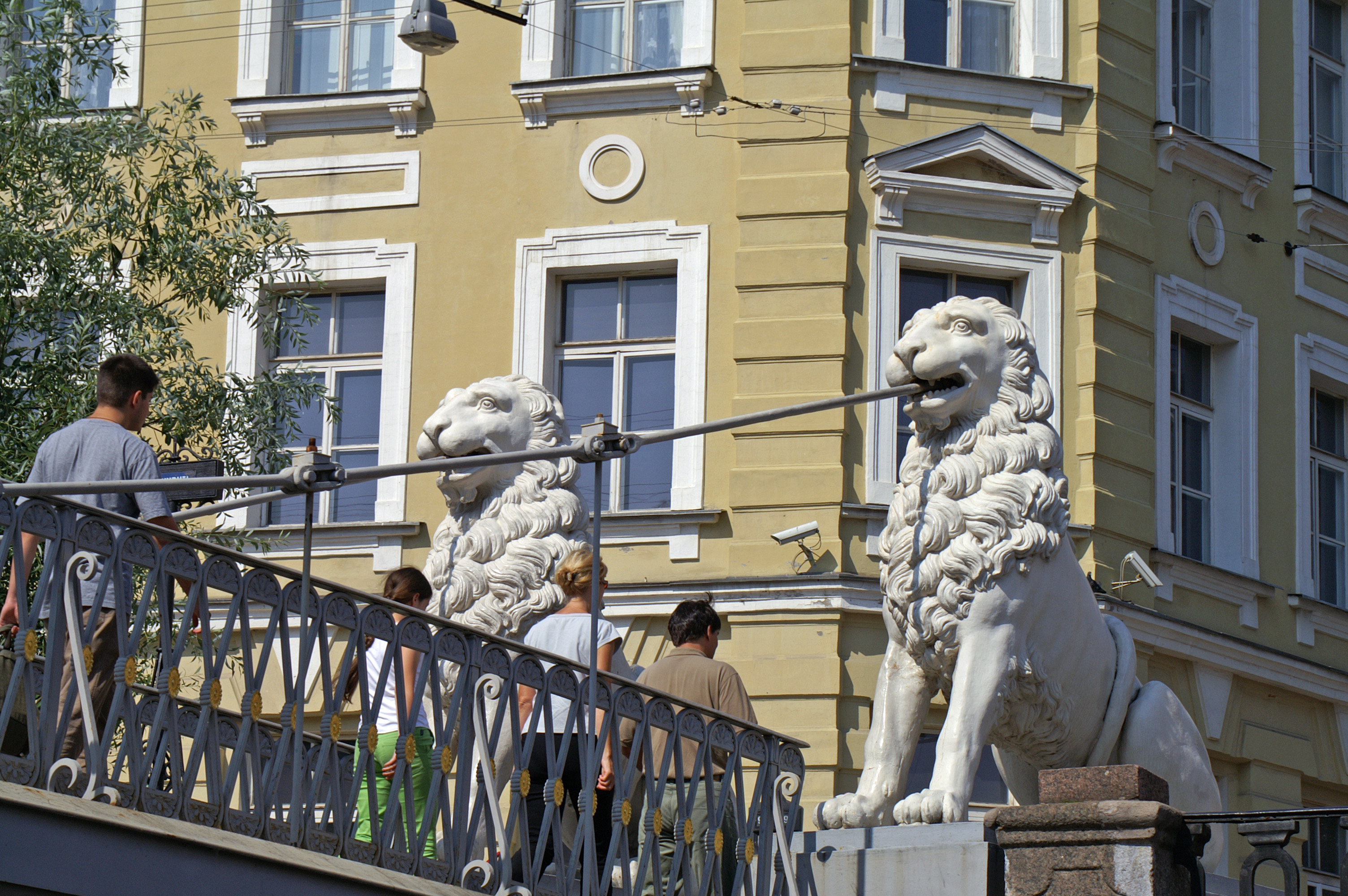

四狮桥（俄语：Львиный мост, Мост о четырех львах；英语：Bridge of Four Lions）是俄罗斯圣彼得堡格里博耶多夫运河上的一座人行桥，长28米。桥上有四尊铸铁的狮子雕塑，因而得名。
这座桥建于1825年，悬挂的钢绳固定在狮子口中，设计者是两位成熟的桥梁建造者威廉·冯·特拉特特尔和巴西尔·克里斯蒂安诺维奇。